# My Little Pony Tales
My Little Pony Tales est une série d'animation américaine en vingt-six épisodes de 11 minutes diffusés sur Disney Channel entre le 2 août et le 25 décembre 1992.

## Fiche technique
Sauf indication contraire, les informations mentionnées dans cette section peuvent être confirmées par la base de données cinématographiques IMDb,  présente dans la section « Liens externes ».
- Titre original : My Little Pony Tales
- Réalisation : Nakjong Kim, Lee Young-soo, Oh Heungsun, Oh Seung-jin, Sah Kyung-chook, Yeo Young-wook, Milton Gray et Nelson Shin
- Scénario : Bonnie Zacherle, George Arthur Bloom, Kayte Kuch, Sheryl Scarborough, Douglas Booth, Roger Slifer et Marv Wolfman
- Photographie :
- Musique : Tonny Goodman et Johnny Douglas
- Casting : Reuben Cannon
- Montage : Al Breitenbach
- Animation : Munir Bhatti, Richard Bowman, Rudy Cataldi, Barbara Dourmaskin-Case et J. K. Kim
- Production : Terry Lennon, Roger Slifer, Karl Geurs et Bob Richardson
  - Production déléguée : Jules Bacal, Tom Griffin, C. J. Kettler et David H. DePatie
- Sociétés de production : Sunbow Productions, Graz Entertainment et AKOM
- Société de distribution : Disney Channel
- Chaîne d'origine : Disney Channel
- Pays d'origine :  États-Unis
- Langue originale : anglais
- Genre : Série d'animation
- Durée : 11 minutes

## Distribution
- Laura Harris : Bright Eyes
- Willow Johnson : Starlight
- Maggie Blue O'Hara : Sweetheart
- Kelly Sheridan : Melody
- Venus Terzo : Patch
- Chiara Zanni : Bon Bon
- Brigitta Dau : Clover
- Lalainia Lindbjerg : Clover
- Kate Robbins : Miss Hackney
- Richard Ian Cox : le propriétaire de la pâtisserie
- Shane Meier : Lancer
- Brad Swaile : Ace
- Sandy Duncan : Applejack
- Tony Randall : Moochick
- Charles Adler : Spike
- Laura Dean : Bow Tie
- Ron Taylor : Scorpan
- Michael Bell : Grundle
- Alice Playten : Baby Lickety-Split
- Cathy Cavadini : North Star
- Susan Blu : Bushwoolie
- Frank Welker : Bushwoolie
- Peter Cullen : Ahgg
- Nancy Cartwright : Bushwoolie
- Tress MacNeille
- Scott Menville : Danny
- Jennifer Darling
- Russi Taylor : Bushwoolie
- Betty Jean Ward
- Sherry Lynn : Galaxy

## Épisodes
1. Slumber Party
2. Too Sick to Notice
3. Battle of the Bands
4. And the Winner Is…
5. Stand By Me
6. The Tea Party
7. The Masquerade
8. Out of Luck
9. The Play's the Thing
10. Shop Talk
11. The Impratical Joker
12. The Great Lemonade Stand Wars
13. Blue Ribbon Blues
14. Roll Around the Clock
15. Princess Problems
16. An Apple for Starlight
17. Up, Up and Away
18. Sister of the Bride
19. Birds on a Feather
20. Send in the Clown
21. Happy Birthday, Sweetheart
22. Gribet
23. Bon Bon's Diary
24. Just for Kicks
25. Ponies in Paradise
26. Who's Responsible